# Stazione di Civitavecchia Marittima (1906)
La stazione di Civitavecchia Marittima era una stazione ferroviaria posta lungo la linea Civitavecchia-Civitavecchia Marittima e situata all'ingresso del porto storico di Civitavecchia, nei pressi del Forte Michelangelo.

## Storia
Il 15 novembre 1906 venne attivato il collegamento tra la stazione e lo scalo marittimo di Civitavecchia. Questa diramazione rimase in esercizio fino al 29 gennaio 2000. Essa comprendeva uno scalo sulla banchina, di fronte al traghetto per la Sardegna con la funzione di regolare un flusso passeggeri per rotte come la Sardegna e di smistare e imbarcare le merci su carri per le varie destinazioni. Nel 1931 eseguì il primo servizio viaggiatori da e per il porto di Civitavecchia con Roma ed in coincidenza con le navi provenienti dalla Sardegna.
A causa dell'aumento del traffico automobilistico e ferroviario, la convivenza divenne sempre più difficile, con gravi ripercussioni sul normale esercizio dei treni. Nel 2000 venne aperto il nuovo raccordo all'altezza dei moli più a nord del porto, di conseguenza la stazione marittima fu spostata nelle immediate vicinanze delle invasature.

## Strutture e impianti
Lo scalo marittimo di Civitavecchia costituiva il capolinea del tracciato storico della ferrovia Civitavecchia-Civitavecchia Marittima. Il porto è distante poche centinaia di metri in linea d'aria dal fabbricato viaggiatori della vicina stazione di Civitavecchia, ed il collegamento ferroviario tra quest'ultima e Civitavecchia Marittima era permesso dal solo binario di circolazione situato ad alcune centinaia di metri dalla stazione centrale, ma per l'imbarco dei carri merci dovevano però essere percorsi in regresso per entrare nella bretella che conduceva dallo scalo all'invasature dei traghetti, fatto che allunga i tempi di percorrenza ed impone l'accompagnamento dei treni da parte del personale addetto lungo questo breve tratto di ferrovia. Il vecchio tracciato venne soppresso il 29 gennaio 2000 e sostituito da uno nuovo al nord del porto.
Dal punto di vista infrastrutturale il porto era attraversato da vari binari, tra cui, fino al 2005, due terminanti dinanzi all'invasatura più a nord delle due realizzate dalle FS, l'unica ancora attrezzata per il carico e lo scarico dei carri sui traghetti ferroviari del gruppo. Essa fu smantellata nel 2018 dopo nove anni dalla soppressione del traghettamento. Di questi binari uno termina sul pontile mobile della banchina, mentre l'altro, che si dirama dal primo, è stato smantellato nel 2005. Ulteriori tre binari terminano a fianco alle ex invasature delle Ferrovie dello Stato: tra il 2015 e il 2018, l'invasatura d'imbarco e i binari nel porto sono stati smantellati. All'altezza dell'ex scalo ferroviario, sostituito dalla nuova stazione marittima (la cui circolazione è sospesa al traffico dal 2018 per problemi legati alla sicurezza ferroviaria), per raggiungere la stazione centrale era presente un ampio fascio merci, utilizzato per la sosta dei rotabili in attesa di essere inviati oltre Tirreno o negli altri scali laziali. Era inoltre presente una fermata, con relativo fabbricato, sito parallelamente al viale della Vittoria e raggiungibile per i rotabili proseguendo senza entrare nella stazione centrale; l'area è stata in seguito smantellata nel 2000.

## Movimento
Fino al 29 gennaio 2000 venivano effettuate corse per Roma Termini in coincidenza con i traghetti provenienti da Olbia e da Golfo Aranci.
I treni diretti a Roma effettuavano fermata anche presso l'impianto di Civitavecchia-Viale della Vittoria (situata presso l'omonima via all'altezza della stazione Centrale).